# Броненосцы типа «Марсо»
Броненосцы типа «Марсо» (фр. Classe Marceau) — серия броненосцев ВМС Франции, построенных в 1880—1890-х годах. Представляли собой вариацию проекта «Ош», с упрощенной конструкцией но усиленным вооружением. Все три корабля строились разными фирмами и имели индивидуальный дизайн. Из-за политических проблем (постоянной смены военно-морского командования Франции) и недостаточного финансирования, постройка кораблей чрезвычайно затянулась, и в строй они вступили уже в значительной степени устаревшими.

## История
Ещё до того как был заложен «Ош», французское военно-морское командование приняло решение построить серию броненосцев, основанных на его дизайне. За основу серийного проекта, инженер Эрнст Юэн взял чертежи одного из ранних вариантов «Оша»: в итоге, новые броненосцы имели существенные отличия от прототипа.
Считая «Ош» удачным, но слишком дорогим, французские адмиралы пожелали, чтобы цена нового корабля не превышала 15 миллионов франков. Из-за постоянных переработок проекта и затянувшейся постройки, выдержать это требование не удалось. Полная стоимость кораблей составила около 19 миллионов франков.
Три корабля были заказаны ещё в 1880 году, но из-за недостаточного финансирования и политических неурядиц, первые два корабля были заложены только в 1882 году, а третий — в 1883. Два корабля — «Нептун» и «Мажента» — строили государственные верфи в Бресте и Тулоне, третий же, «Марсо» — частная верфь «Форж э Шантье дё ля Медитеранэ». Постройка шла такими же неспешными темпами, и в строй корабли вступили с 1891 по 1893 год, уже являясь в значительной степени устаревшими.

## Конструкция
Дизайн новых броненосцев проекта «Марсо» напоминал прототипный «Ош». Они имели аналогичное ромбическое расположение артиллерии главного калибра и низкий надводный борт. Но был и ряд отличий. На кораблях серии «Марсо», верхняя палуба продолжалась от носа до кормы, в то время как на «Оше» в оконечностях она была срезана. Хотя это увеличивало площадь небронированного надводного борта, адмиралы считали более важным улучшить мореходность кораблей.
Главным отличием стала артиллерия главного калибра. Вернувшись к исходному проекту «Ош», адмиралы решили вооружить новые броненосцы четырьмя 340-миллиметровыми 28-калиберными орудиями в барбетных установках. Хотя барбетные установки уже считались шагом назад по сравнению с полностью закрытыми броневыми башнями 340-миллиметровых орудий «Оша», зато все четыре орудия броненосцев серии «Марсо» были 340-миллиметровыми. При этом последние два броненосца получили усовершенствованные 340-мм орудия модели 1884 года.
Все три проекта имели существенные индивидуальные различия в конструкции надстроек, боевых мачт и расположении (и составе) вспомогательного вооружения.

### Вооружение
Основное вооружение броненосцев типа «Марсо» составляли четыре 340-миллиметровых 28-калиберных орудия в барбетных установках. Круглые барбеты располагались ромбом: одна установка в носу, две в центре корпуса по бортам, и одна на корме. За счет этого, корабль мог — по крайней мере в теории — навести в любую точку горизонта три орудия. Оборотной стороной была невозможность сосредоточить огонь всех четырёх орудий на одной цели.
Орудия стреляли бронебойными снарядами весом в 420 килограмм на дистанцию до 8000 метров. Начальная скорость снаряда составляла порядка 640 метров в секунду. По весу снаряда, эти орудия примерно на треть уступали британским 343-мм 30-калиберным пушкам, составлявшим основу вооружения современных им британских броненосцев, однако, французские орудия могли перезаряжаться при любом угле горизонтального наведения, так как их механизмы перезарядки вращались вместе с самими установками. «Мажента» был оснащен орудиями образца 1881 года, «Нептюн» — более современными орудиями образца 1884 года, и «Марсо» получил два орудия образца 1881, и два орудия образца 1884.
Традиционно мощным было вспомогательное вооружение. «Марсо» нес шестнадцать 138,6-мм 30-калиберных казнозарядных орудий, двенадцать из которых стояли в батарее на главной палубе, и ещё четыре в надстройке. В ходе модернизаций в 1890-х, эти орудия были переделаны в скорострельные, приспособленные для унитарного заряжания, что значительно повысило их эффективность. Остальные два броненосца серии имели на одно орудие больше.
Противоминное вооружение состояло из комбинации 65-миллиметровых 50-калиберных скорострельных орудий, 47-миллиметровых орудий Гочкисса, и 37-миллиметровых 5-ствольных митральез. «Марсо» нес три 65-миллиметровых орудия, девять 47-миллиметровых и восемь 37-мм митральез, установленных на надстройках и марсах боевых мачт. Два других броненосца несли шесть 65-мм орудий, восемнадцать 47-мм орудий и двенадцать митральез.
Подводное вооружение состояло из тарана и 380-мм торпедных аппаратов. Один из них (поворотный) располагался в корме, и по два на каждом борту, стреляющие перпендикулярно курсу. «Марсо» нес только по одному торпедному аппарату на каждом борту.

### Бронирование
Основу бронирования кораблей типа «Марсо» составлял полный броневой пояс по ватерлинии, тянувшийся от штевня до штевня. Высота пояса составляла порядка 2,3 метров, из которых при полной загрузке над водой выступало около 0,6-0,8 метра. Толщина пояса в центре корпуса составляла 450 миллиметров; плиты имели форму перевернутой трапеции, и сужались к нижней кромке до 350 миллиметров. В оконечностях, пояс был тоньше — 250 миллиметров у верхней кромки в носу (утоньшаясь до 230 миллиметров внизу) и 300 миллиметров у верхней кромки в корме (утоньшаясь до 250 миллиметров внизу).
Броневая палуба кораблей была плоской, и проходила по верхней кромке броневого пояса. Она состояла из 80 миллиметровых кованых железных плит, положенных на 10 миллиметровую плиту из мягкой стали. Выше палубы, у бортов кораблей был оборудован коффердам из множества небольших герметичных отсеков, предназначенный для локализации повреждений при попадании снарядов.
Орудийные установки главного калибра были защищены 400 миллиметровыми броневыми плитами, составлявшими неподвижное ограждение барбетов. Барбеты стояли на верхней палубе; вниз, к броневой палубе шли элеваторы подачи боеприпаса, защищенные 200 миллиметровыми стальными плитами. Сверху орудия прикрывались 65 миллиметровыми стальными противоосколочными колпаками, вращающимися вместе с орудием.
Материалы бронирования различались на всех трех кораблях. На «Маженте», и пояс и барбеты были защищены плитами из стали «Крезо», в то время как на «Марсо» использовалась сталежелезная броня «Компаунд», изготовленная путём отливки слоя стали поверх кованой железной плиты. На «Нептюне», пояс был изготовлен из брони «Компаунд», а барбеты из стали «Крезо».

### Силовая установка
Силовая установка на кораблях сильно различалась. Все броненосцы серии были двухвинтовыми, но в то время как у «Марсо» на каждый винт работало по одной вертикальной компаунд-машине, у «Нептуна» и «Маженты» на каждый винт работали по две меньшие машины. Общая мощность установки составляла 11000 л. с. у всех трех кораблей. Пар давали двенадцать (восемь на «Нептюне») цилиндрических котлов, позволявших развивать скорость до 16 узлов.

## В серии

### «Нептун»

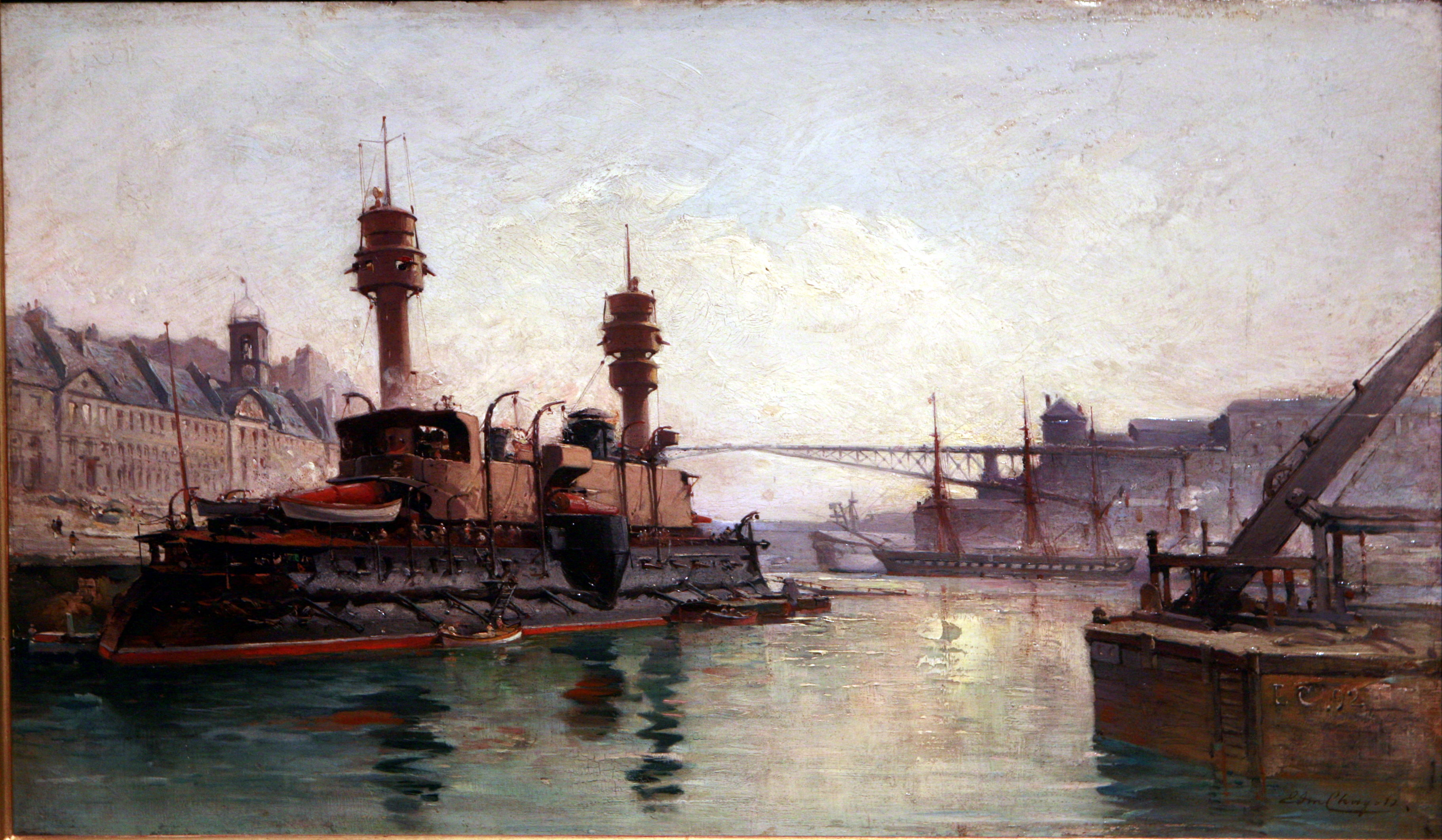
«Нептун» в порту

Строившийся арсеналом Тулона, «Нептун» подвергся в ходе постройки наименьшим переделкам, и более всего соответствовал первоначальному проекту «Оша». Пытаясь решить проблему всхождения на волну — у «Оша» полубак захлестывался даже при небольшом волнении — инженеры фирмы перекомпоновали корпус в носу, придав ему более плавные обводы, и сместили центральные барбетные установки орудий главного калибра на 3 метра в корму. Броненосец оказался наихудшим ходоком среди всех трех, скорость составила 16,07 узлов.
Броненосец имел стандартное вспомогательное вооружение из шестнадцати 140-миллиметровых орудий, расположенных аналогично проекту «Ош». Противоминное вооружение составляли шестнадцать 47-миллиметровых орудий Гочикса и восемь 37-миллиметровых револьверных пятиствольных пушек.
Решение о постройке корабля было принято ещё в 1880 году, но из-за проволочек, он был заложен только в 1882. Строительство, из-за постоянного недофинансирования шло чрезвычайно медленно — корабль был спущен на воду в 1886 году, но вместо планировавшегося вступления в строй в 1889, был принят в состав флота только в 1892 году.

### «Мажента»

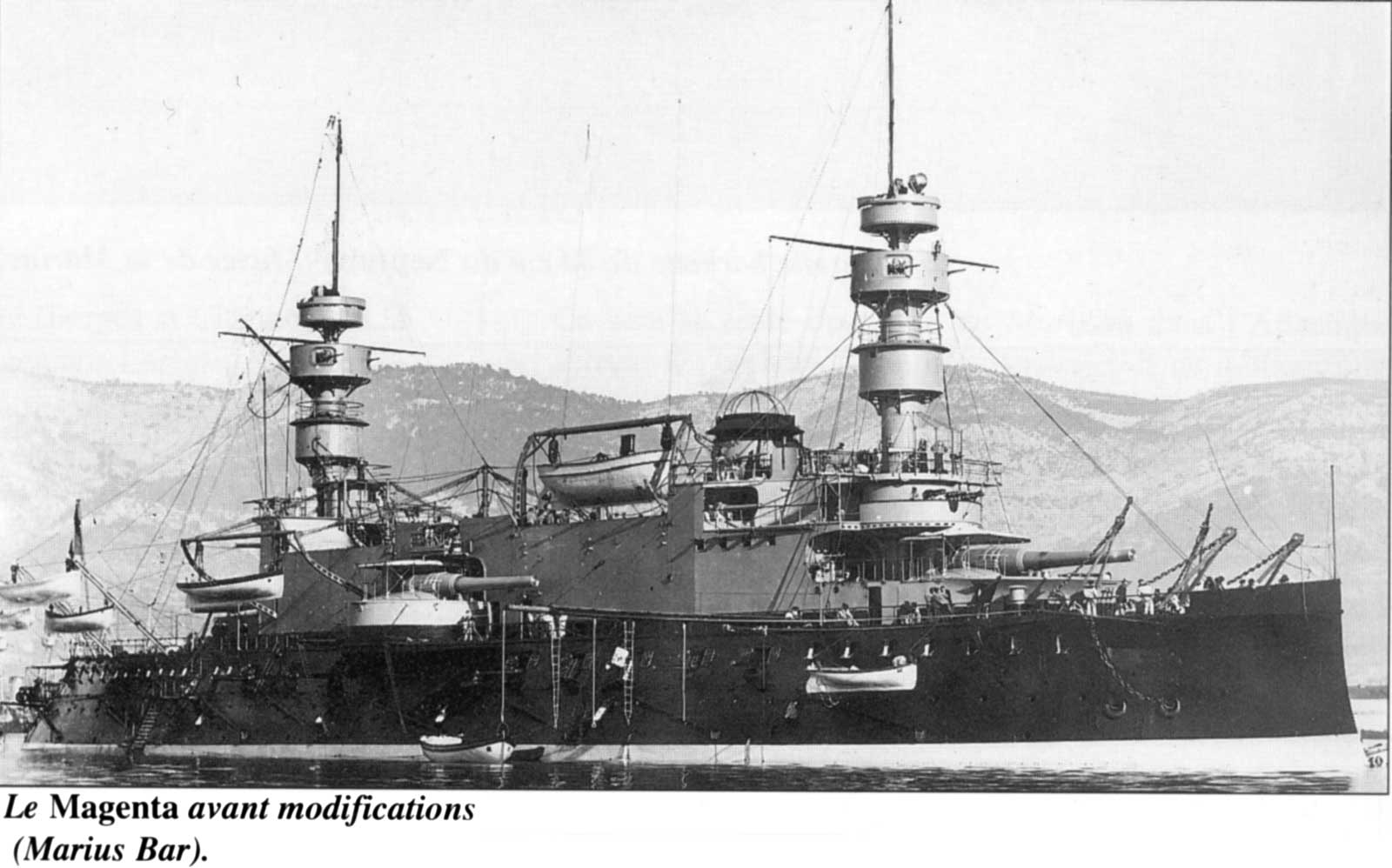
Броненосец «Мажента»

На строившемся в Бресте корабле несколько уменьшили размеры надстроек в сравнении с прототипом. Остальная конструкция не изменилась. Скорость броненосца составила 16,2 узла, так как переделок с целью улучшения мореходности не проводилось, корабль так же плохо всходил на волну как и «Ош»
Броненосец имел стандартное вспомогательное вооружение из шестнадцати 140-миллиметровых орудий, расположенных аналогично проекту «Ош». Противоминное вооружение составляли шестнадцать 47-миллиметровых орудий Гочикса и восемь 37-миллиметровых револьверных пятиствольных пушек.
Корабль был заложен на год позже двух остальных, в 1883 году. Строительство этого броненосца продолжалось особенно долго, и вступил он в строй только в 1893-м.

### «Марсо»

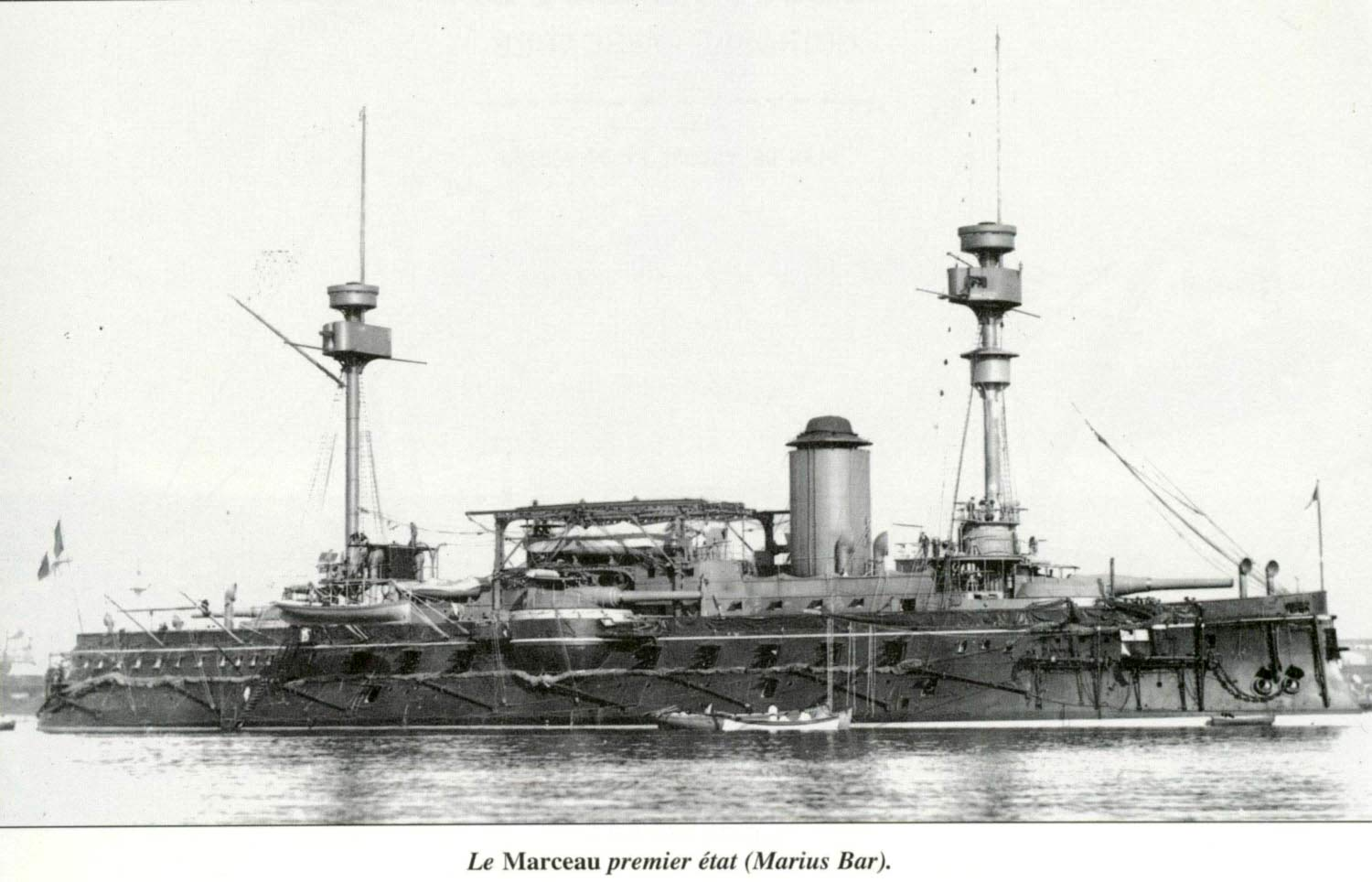
Броненосец «Марсо»

Наибольшим переделкам подвергся строившийся частной верфью «Марсо». Опасаясь за остойчивость нового корабля, инженер Лагань существенно переработал проект в пользу радикального облегчения конструкции.
Высокие многоярусные надстройки были демонтированы. Небольшая надстройка проходила от носовой барбетной установки до середины корпуса, в корме надстройки были срезаны до верхней палубы. Массивные боевые мачты были заменены легкими сигнальными. За счет облегчения конструкции, мореходность корабля улучшилась и проблема всхождения на волну была решена без смещения барбетов назад, как на «Нептуне».
В результате, «Марсо» имел лучшую мореходность и наиболее низкий силуэт из всех трех кораблей. Скорость его составила 16,4 узла.
Вспомогательное вооружение состояло из семнадцати 140-миллиметровых орудий, шестнадцать из которых располагались по бортам на батарейной палубе, семнадцатое — на носу. Противоминное вооружение состояло из двенадцати 47-миллиметровых орудий Гочикса и восьми 37-миллиметровых револьверных пятиствольных пушек.
В отличие от строившихся правительственными верфями кораблей, постройка «Марсо» продвигалась сравнительно быстро, и он вступил в строй первым в 1891 году.

## Оценка проекта
Броненосцы типа «Марсо» являлись развитием достаточно удачного проекта «Ош» в сторону улучшения мореходности и удешевления конструкции. Они имели более высокий надводный борт и меньшую площадь надстроек, что способствовало улучшению их остойчивости, а также единообразное вооружение главного калибра (что, впрочем, не имело особого значения при тех дистанциях боя). По мощности вооружения и броневой защите, эти корабли вполне соответствовали заложенным одновременно с ними британским броненосцам класса «Адмирал».
Главным недостатком этих кораблей было крайне затянувшееся строительство. Практика постройки броненосцев на экспорт показывала, что французские верфи вполне могли построить крупный корабль за 4-5 лет, но из-за постоянных проблем с финансированием, задержек оплат и нерациональной организации строительства, постройка этих броненосцев затянулась на 8-10 лет, и в строй они вступили уже устаревшими. Также сказывалось влияние идей «молодой школы», которая требовала переориентирования ресурсов на постройку многочисленных коммерческих рейдеров и миноносцев.
Многие отработанные на «Марсо» решения, в частности — ромбическое расположение артиллерии главного калибра, нашли применение на последующих сериях французских броненосцев.

## Тип «Бреннус»
См. также Броненосец «Бреннус»
В 1881 году, французское правительство решило построить ещё два броненосца по усовершенствованному проекту «Марсо». На этих кораблях предполагалось пересмотреть ряд элементов проекта: к примеру, было решено отказаться от сплошного броневого пояса по ватерлинии, в пользу «цитадельного» бронирования центра корпуса, что позволило бы лучше защитить основные орудия и механизмы.
Два корабля — «Шарль Мартель» и «Бреннус» — были заложены в 1882—1883 годах, но в 1886, под влиянием концепций т. н. «Молодой школы», господствовавшей в то время во французском кораблестроении, их постройка была приостановлена, а затем и вовсе отменена (оба корабля из-за недостаточного финансирования находились в низкой степени готовности).